# Smultronkornell
Smultronkornell (Cornus capitata) är en kornellväxtart som beskrevs av Nathaniel Wallich. Cornus capitata ingår i släktet korneller, och familjen kornellväxter. Inga underarter finns listade i Catalogue of Life.

## Bildgalleri

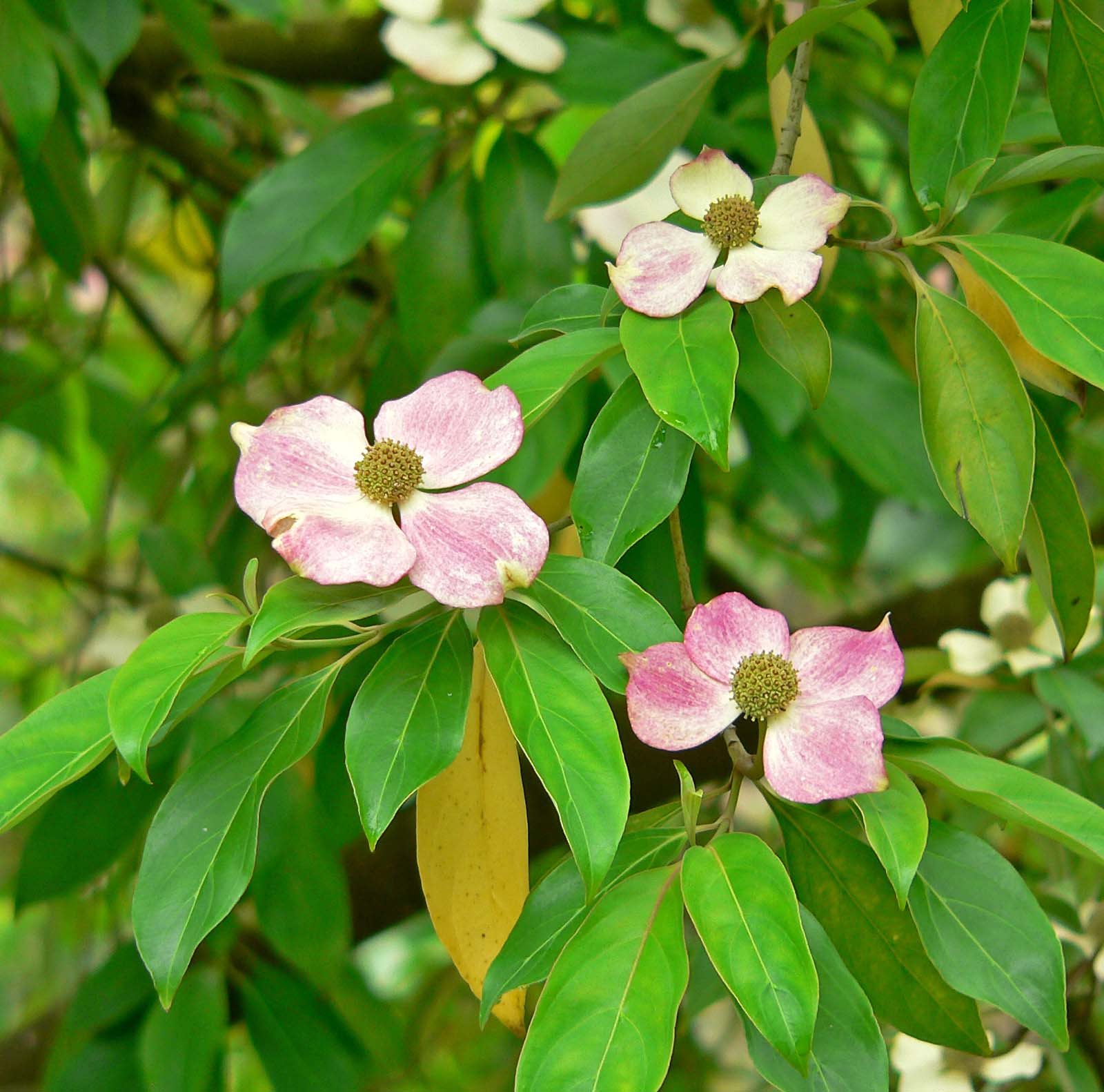
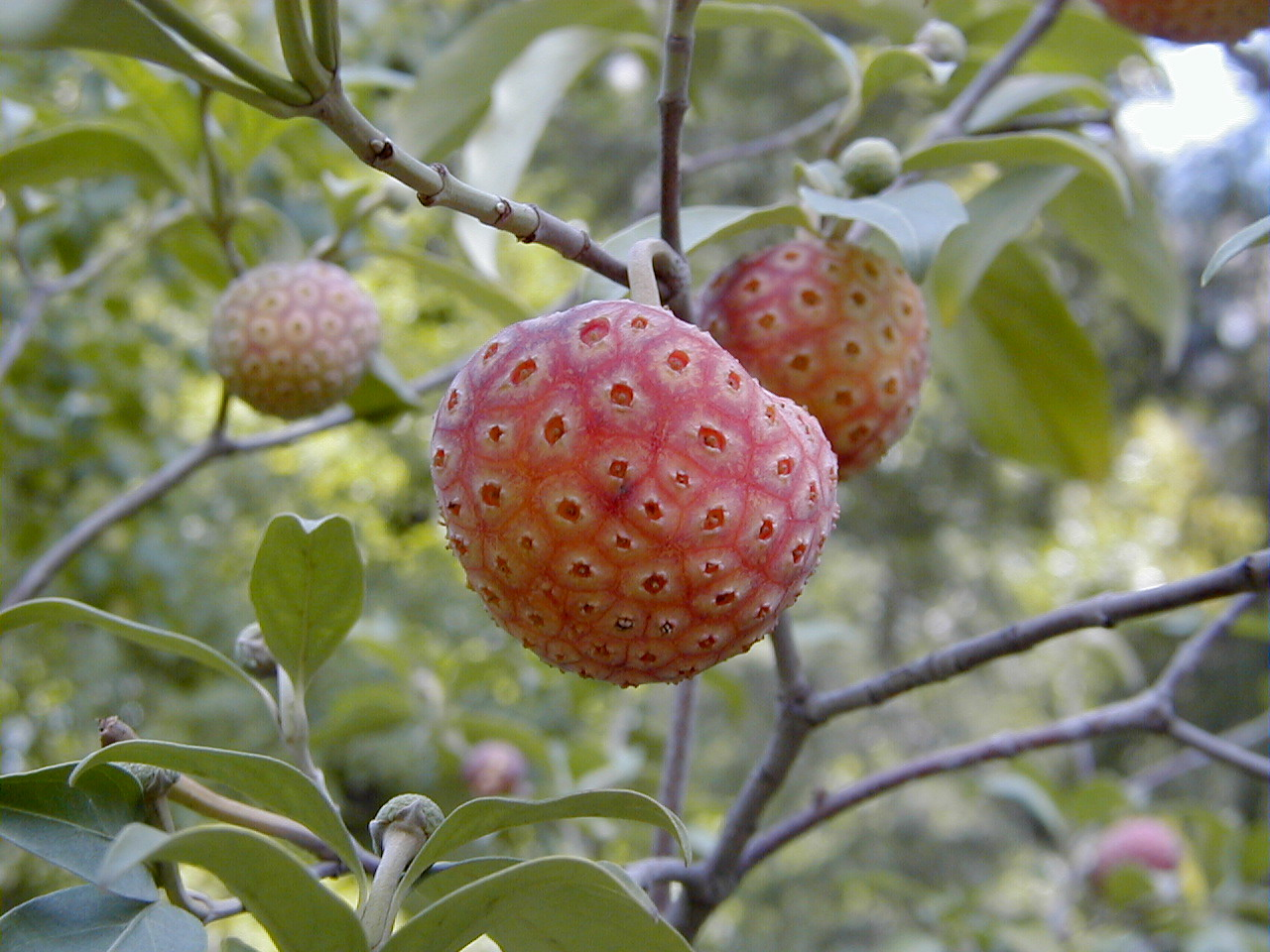
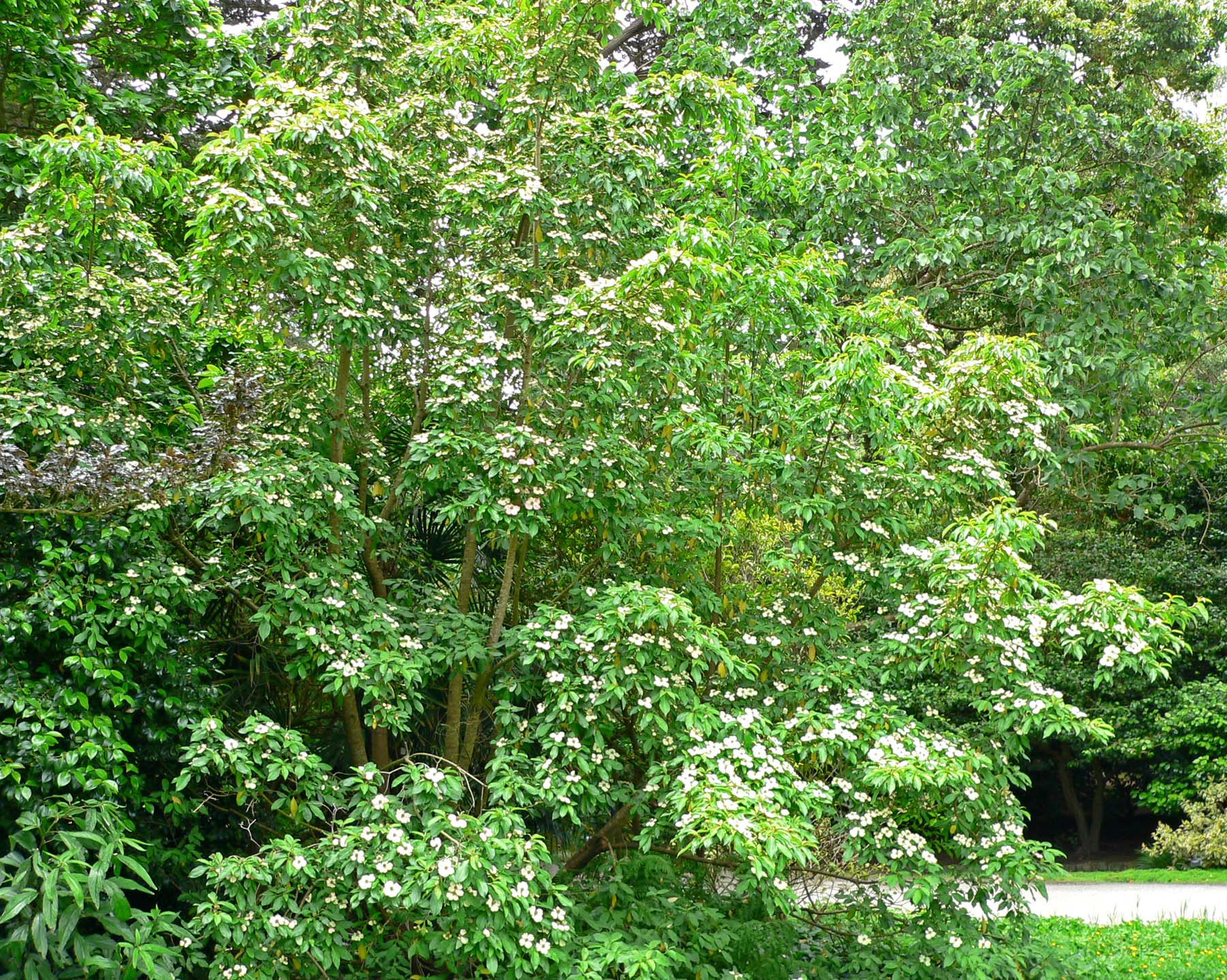
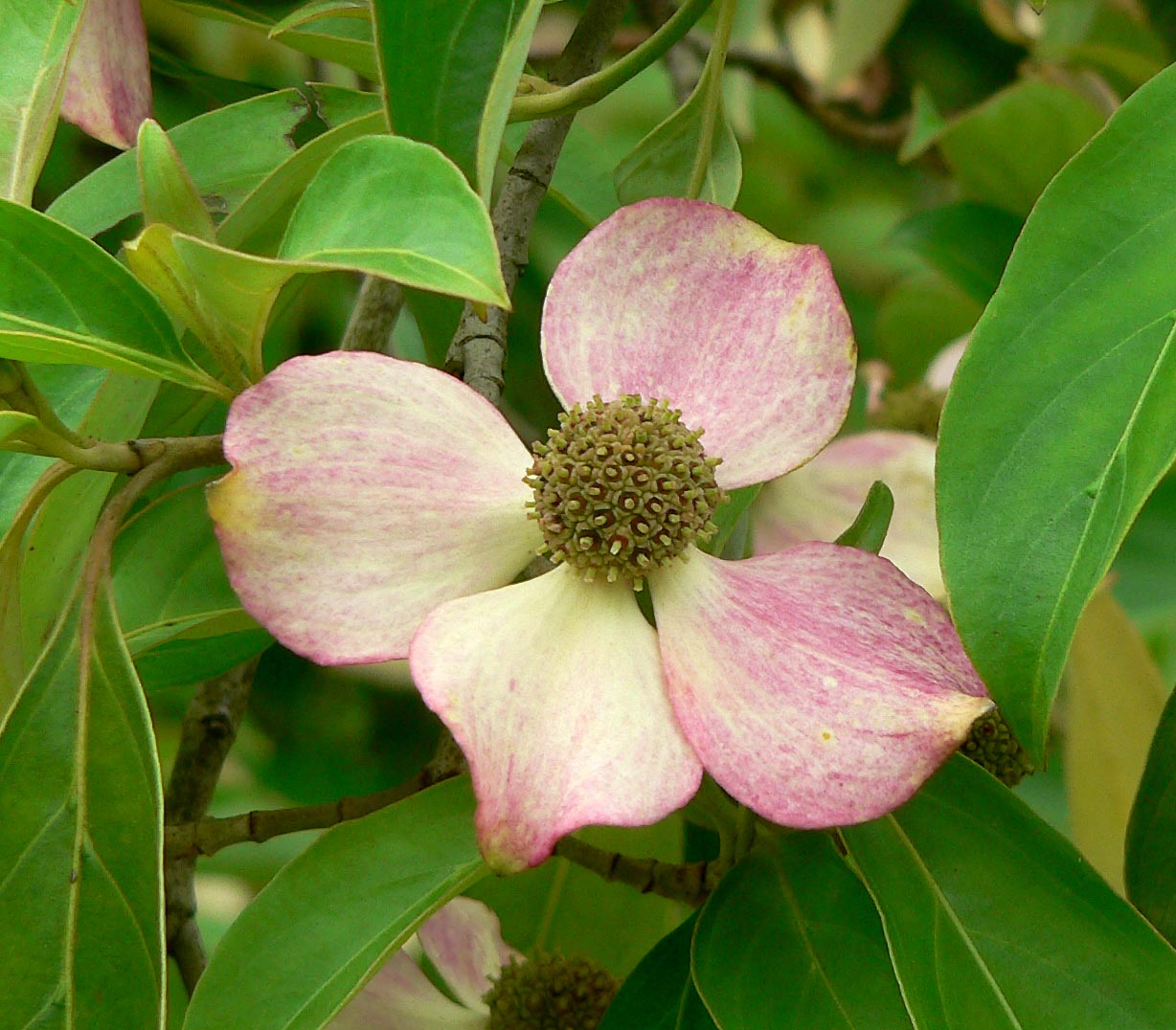
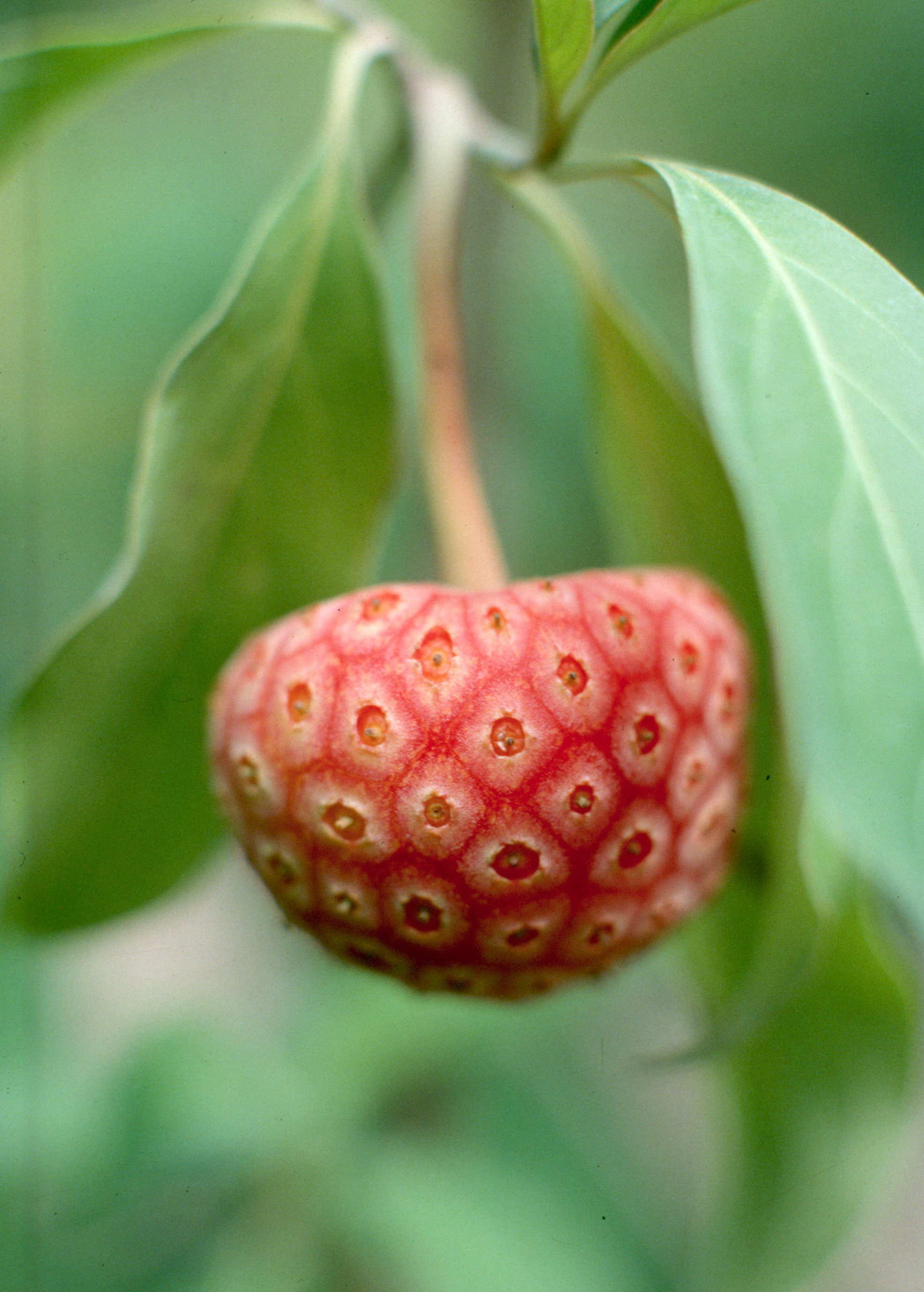
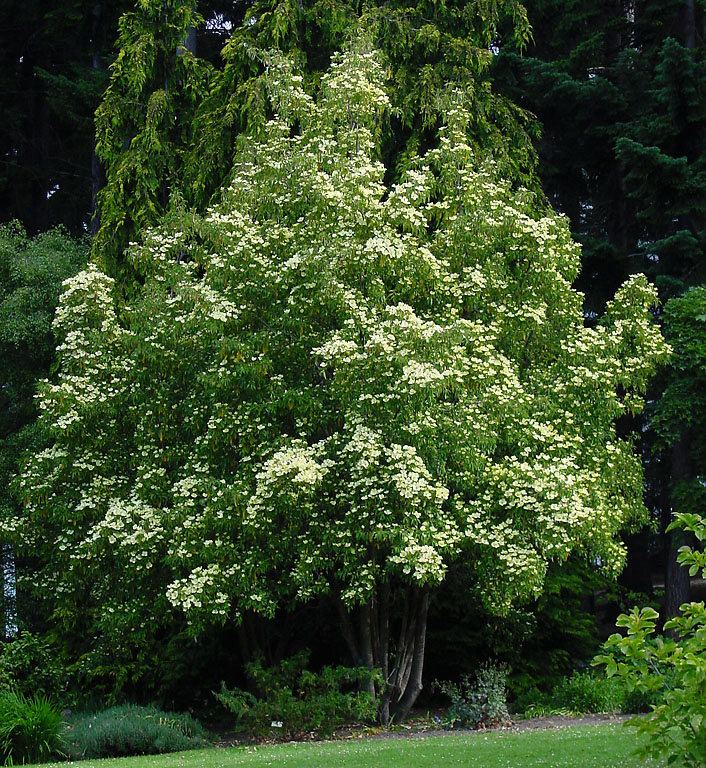